# Сергиевское подворье (Назарет)

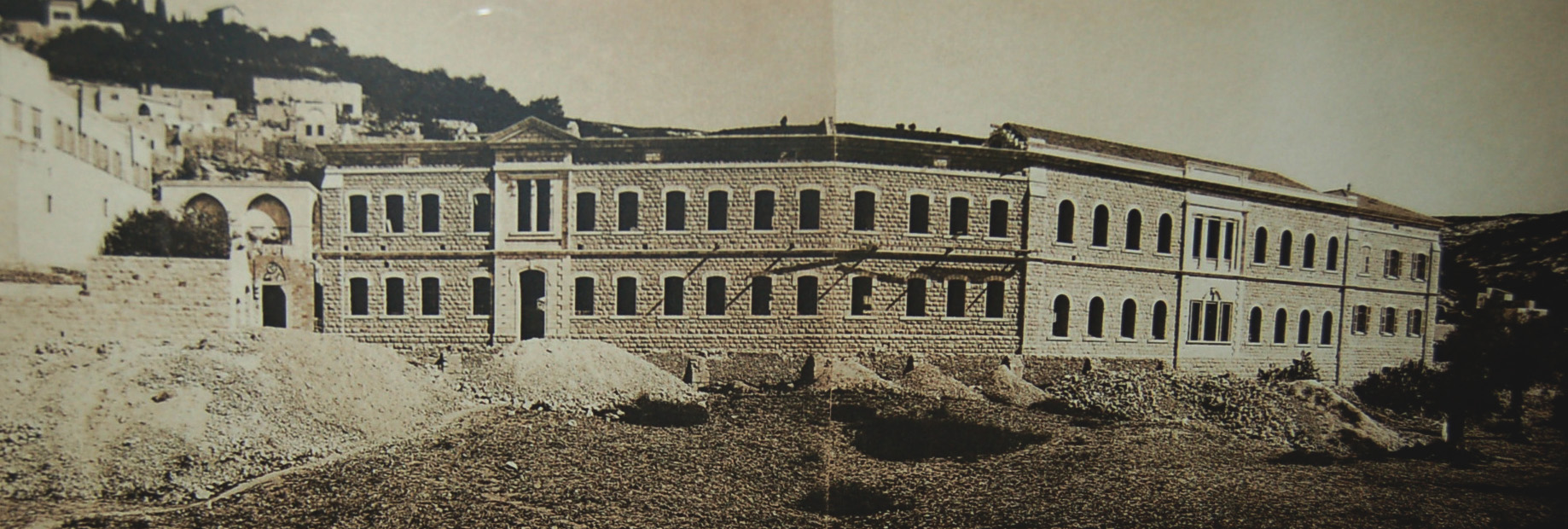
Русское Сергиевское подворье ИППО в Назарете. Фото монаха Тимона 1902 г.

Ру́сское Се́ргиевское подво́рье в Назаре́те — историческое русское здание в центре христианского Назарета, построенное Императорским православным палестинским обществом в 1904 году.

## История

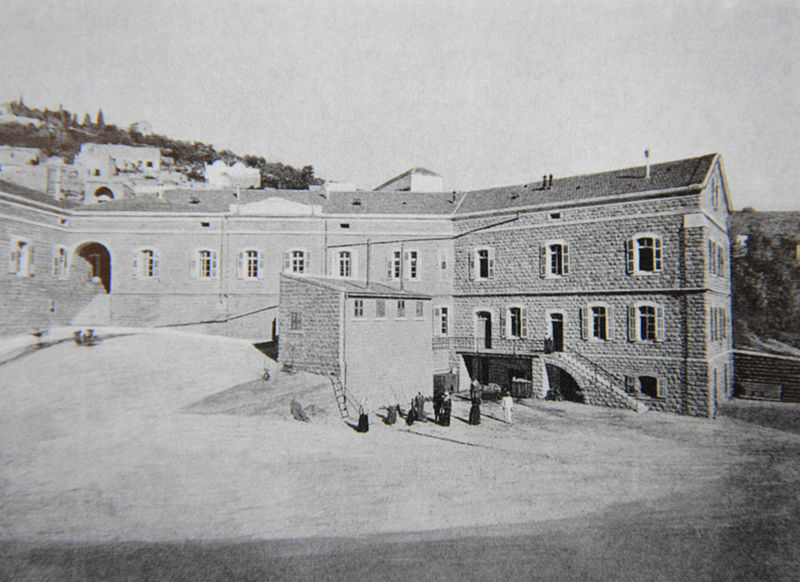
Внутренний вид Назаретского подворья ИППО им. Великого князя Сергия Александровича в Назарете. Фото 1907 г.

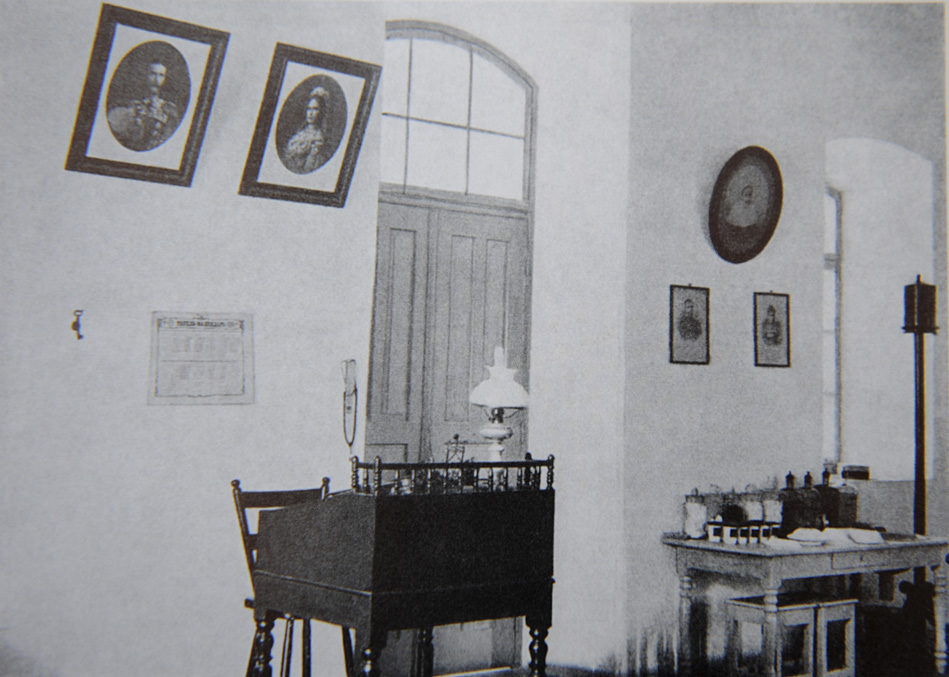
Приемная Подворья ИППО им. Великого князя Сергия Александровича в Назарете. 1907 г.

Место под застройку будущего подворья было приобретено ещё в 1864 году, когда русский консульский агент в Хайфе — К. Аверино оформляет в собственность земельный участок, недалеко от греческой православной церкви Благовещения над источником Пресвятой Богородицы, совсем рядом с греческой православной митрополией, с резиденцией Назаретского митрополита, для последующей постройки на нём паломнического подворья. Прошло 20 лет прежде чем участком стало заниматься Императорское православное палестинское общество. Для этих целей, Советом Общества было дано поручение первому уполномоченному ИППО в Иерусалиме, Д. Д. Смышляеву провести обследование участка, который на тот момент находился ещё в ведении Палестинской комиссии. В 1889 году недвижимость и капиталы Палестинской комиссии перешли в ведение Императорского православного палестинского общества. С этого момента Общество полномасштабно приступило к подготовке строительства будущего подворья и, прежде всего, вступило через Российское Императорское посольство в Константинополе в переговоры с властями Османской империи по вопросу получения султанского разрешения-фирмана на строительство.
Добиться успеха в достижении поставленных задач Общество смогло только 1901 году, и, согласно решению Совета Общества, помощник инспектора Галилейский учебных заведений ИППО П. П. Николаевский заключает договор на постройку подворья с немецким архитектором, инженером и археологом из Хайфы — Готлибом Шумахером 25 апреля 1901 года. Строительство подворья было обусловлено увеличением числа паломников, стремящихся посетить Назарет на праздник Благовещения. Караваны паломников в Назарет достигали порой количества паломников от 1500 до 2000 человек.
6 июня 1901 года состоялась торжественная церемония закладки подворья после совершения молебна митрополитом Назаретским Феофаном. Строительство подворья было осуществлено в течение трех лет.
Большой многофункциональный комплекс подворья вместил в себя:
- общие палаты для паломников, рассчитанные на 700—800 человек и мастерские для ручного труда воспитанников Назаретской учительской семинарии
- амбулаторию для приёма больных с аптекой
- женскую школу с помещениями для учениц[5]

В просторном дворе Назаретского подворья была благоустроена территория и посажены масличные деревья.
После гибели первого председателя ИППО — великого князя Сергея Александровича, подворье получает его имя.
Русское Сергиевское подворье в Назарете успешно действует как и другие проекты Императорского православного палестинского общества до 1914 года. Затем — сначала турками (1914—1917), а потом англичанами (1917—1948) и израильскими властями (с 1948—1964) — используется для аренды. В 1964 году, в рамках межправительственного соглашения, подписанного Г.Меир и Н. С. Хрущёвым в рамках так называемой «апельсиновой сделки», Сергиевское подворье в Назарете, продается советским правительством государству Израиль. Законность сделки остаётся спорной, так как нет юридически обоснованных подтверждений, являлся ли СССР законным собственником подворья.

## Современное положение
На сегодняшний день здание Сергиевского подворья в Назарете занимает полицейское управление города Назарета.